# Etrumeus
Etrumeus es un género de peces de la familia Dussumieriidae, del orden Clupeiformes. Este género marino fue descrito por primera vez en 1853 por Gilbert Pieter Bleeker.

## Especies
Especies reconocidas del género:
- Etrumeus golanii DiBattista, J. E. Randall & Bowen, 2012[2]
- Etrumeus makiawa J. E. Randall & DiBattista, 2012[3]
- Etrumeus micropus (Temminck & Schlegel, 1846)
- Etrumeus teres (DeKay, 1842)
- Etrumeus whiteheadi Wongratana, 1983
- Etrumeus wongratanai DiBattista, J. E. Randall & Bowen, 2012[2]